# 廣東山葡萄
廣東山葡萄（学名：Ampelopsis cantoniensis）为葡萄科山葡萄屬下的一个种。其种加词“cantoniensis”意为“广东的”。